# Station Hemfosa
Hemfosa is een station van het stadsgewestelijk spoorwegnet van Stockholm in de gemeente Haninge aan de Nynäsbanan. 

## Geschiedenis
Het station is in 1901 tegelijk met de spoorlijn zelf geopend. De naam Hemfosa is dialect, waarbij het woord fosa moerasland betekent. Het station is de overgang tussen dubbelspoor ten noorden en enkelspoor ten zuiden van het station. In de jaren 90 van de 20ste eeuw werd het station regelmatig met sluiting bedreigd. Het is met ongeveer 100 instappers per dag het rustigste station van het stadsgewestelijk net. 

## Reizigersverkeer
De reizigers moeten het perron op via een overweg aan de zuidkant van het eilandperron om een van de 80 treinen per dag te nemen. Samen met Krigslida is Hemfosa een van de twee stations op het net zonder ander openbaar vervoer.

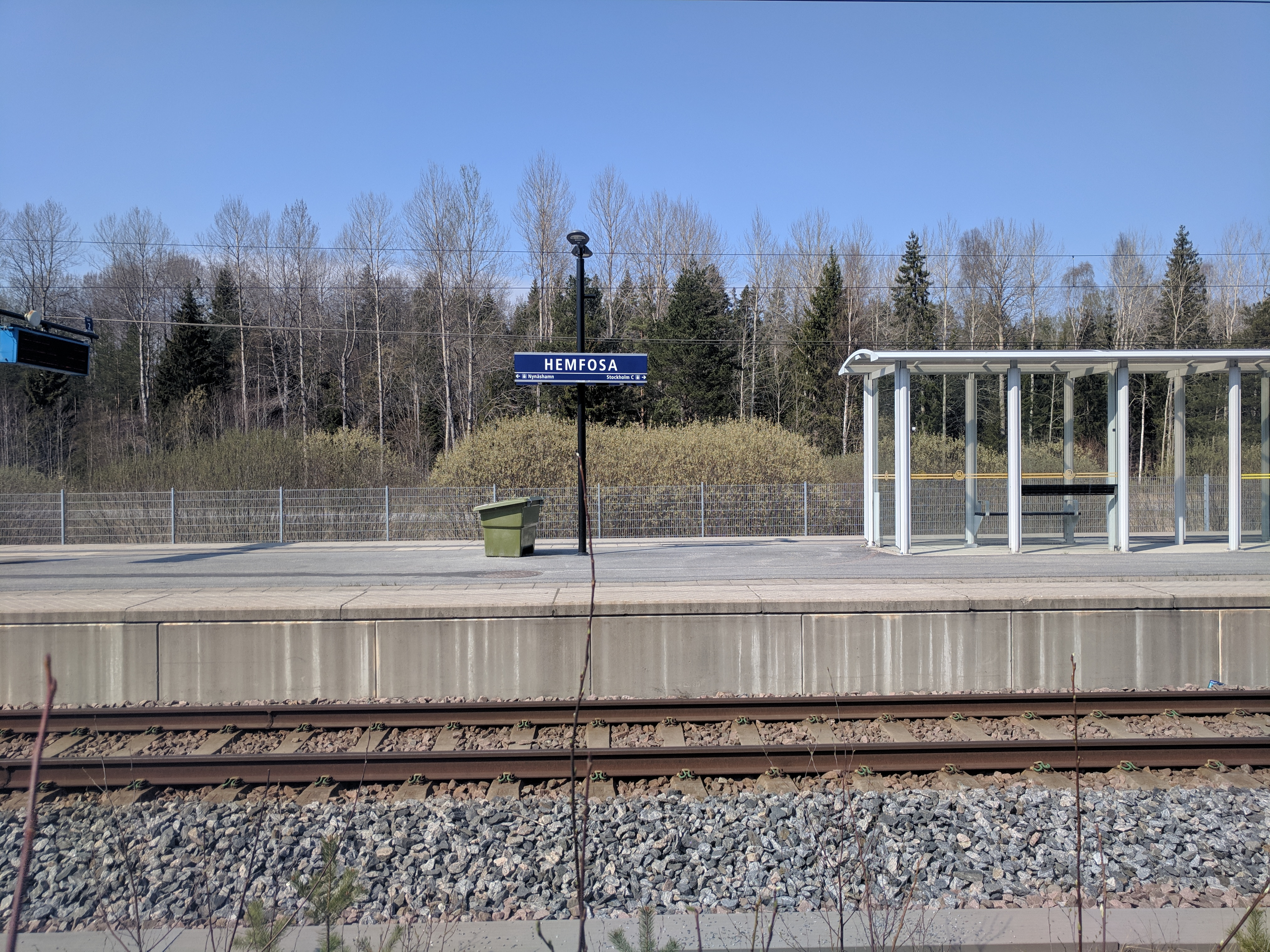
Stationsnaambord en abri op het perron.
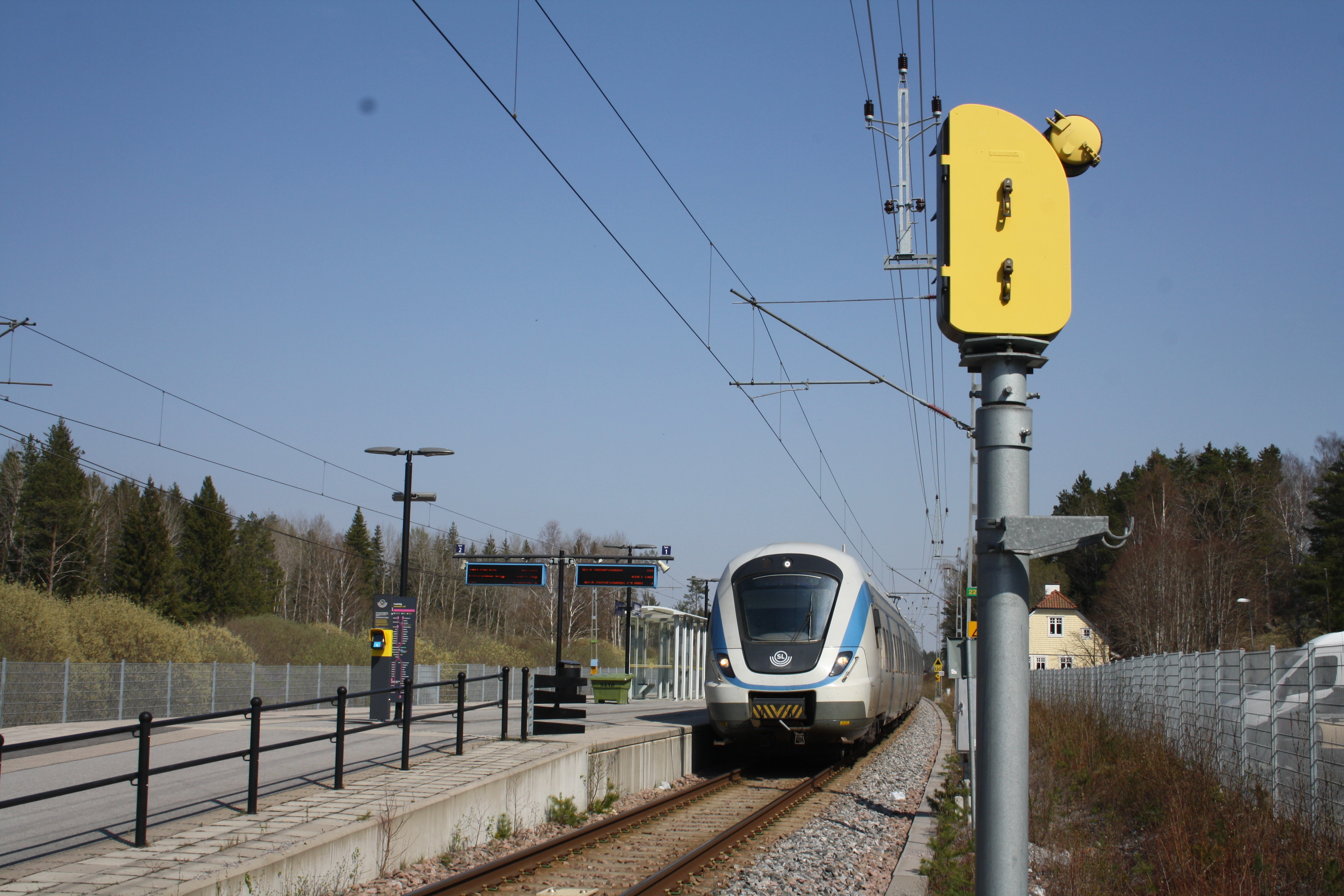
De pendeltåg naar Nynäshamn langs het perron.